# Bal al-Makam
Bal al-Makam (باب المقام) és una pel·lícula franco-siriana, biogràfica i històrica, produïda per Al-Sharq Establishment for Production and Distribution; dirigida i guionada pel director Mohammad Malas el 2005.

## Argument
Imane, de 35 anys, és apassionada per la música, i especialment fanàtica de la cantant Oum Kalthoum, Imane taral·lareja i reprèn les seves cançons. És una mestressa de casa de 35 anys, està casada i té tres fills, a més del seu nebot, Jumana, que està en una presó militar. Ella viu amb el seu espòs Adnan a Alep, que combina dos treballs. De sobte s'adona que han passat deu anys des que es va casar, durant la qual ha fet poc més a cuidar al seu espòs i als seus tres fills. El seu apassionament per la música, no es condició perquè és una dona siriana; i, es veu molt malament als ulls dels homes perquè només és respectable en silenci. Ella sent una onada d'amor: pel seu espòs, pels seus fills, pels seus pares, pels seus germans. El seu espòs està encantat amb la transformació de la seva esposa i encoratja la seva nova passió. Els seus germans, no obstant això, pensen que s'ha tornat boja: escolta música, canta i sembla consumida per la passió. Podria estar veient a un altre home? Decideixen seguir-la ...Així, la seva família decideix posar-la fi...

## Repartiment
- Salwa Jamil com a 'Imane.
- Naceur Ouerdiani com a Abou Sobhi.
- Oussama Sayed Youssef com a Adnan.
- Mahmoud Hamed Abou com a Rachid.
- Houda Rokbi com a Om Rachid.
- Yara Chakra com a Joumana.
- Kamel Jaber com a Jamil.
- Ghassen Dhahabi com a Yahia.
- Ahmed Fateh Jaddou com a Sobhi.
- Houssein Chibane com a Bakri.
- Sondes El Hassan com a Rabia.
- Mohamad El Hebe com a Abdelnasser.
- Hasmik Kyoumejiane com a Madame Badyâa.
- Oumaya Malas com a Ghada.
- Raja Kotrach com a Souad.

## Premis
- Festival Internacional de Cinema de Marràqueix - Premi Especial del Jurat, 2005.
- XXVI edició de la Mostra de València -Premi Pierre Kast al millor guió[5]